# Francesco De Bonis
Francesco De Bonis (født 14. april 1982) er en italiensk tidligere professionel cykelrytter.

## Eksterne links
- Francesco De Bonis' profil hos UCI (engelsk)
- Francesco De Bonis' profil på CycleBase (engelsk)
- Francesco De Bonis' profil på Cykelsiderne
- Francesco De Bonis' profil på Cycling Quotient (engelsk)
- Francesco De Bonis' profil på ProCyclingStats (engelsk)
- Francesco De Bonis' profil på FirstCycling

| Cykling | Spire Denne biografi om en italiensk cykelrytter er en spire som bør udbygges. Du er velkommen til at hjælpe Wikipedia ved at udvide den. |